# 薩魯瓦吉德嶺

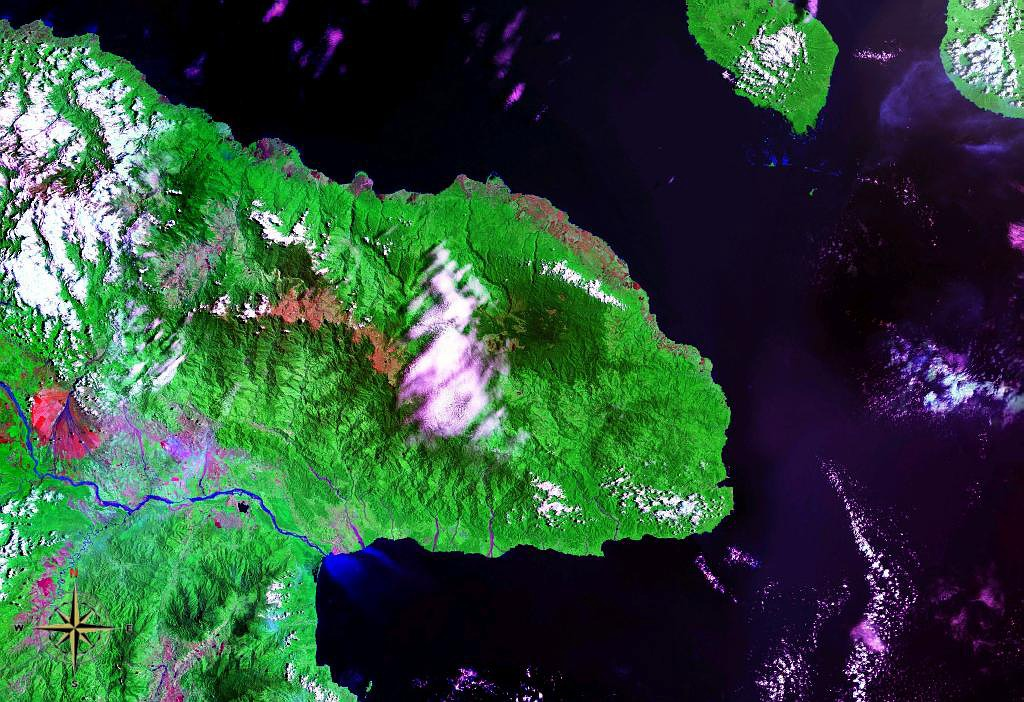

薩魯瓦吉德嶺是巴布亞新幾內亞的山脈，位於該國東北部休恩半島，最高點海拔高度4,121米，德國在十九至二十世紀管治該地區時曾多次探索山區。